# Bahnhof Oker
Der Bahnhof Oker ist ein Personen- und Güterbahnhof im Goslarer Stadtteil Oker und einer von drei in Betrieb befindlichen Bahnhöfen im Stadtgebiet. Er besitzt drei Bahnsteiggleise.

## Lage
Das Bahnhofsgebiet liegt im Tal der Oker zwischen dem wenige hundert Meter nördlich beginnenden Sudmerberg und den Ausläufern des Kleinen Hahnenbergs (Harz) auf einer Höhe von durchschnittlich 213 m ü. NHN. Die Gleisanlagen reichen in Richtung Osten bis jenseits der Oker und berühren die Feldmark der Ortschaft Harlingerode (Bad Harzburg). Nach Westen hin gehen die Bahnstrecke in den Schleek („Schleich“) über, ein enger Streifen im Tal der Abzucht Richtung Goslar und den Ortsteil Sudmerberg.
Unmittelbar nördlich des Bahnhofs verläuft die Bundesstraße 498 (Oker – Osterode am Harz).

### Nächste Stationen
- Richtung Kreiensen: Bahnhof Goslar
- Richtung Braunschweig: Bahnhof Vienenburg
- Richtung Bad Harzburg: Bahnhof Bad Harzburg
  - bis Mai 1987: Bahnhof Harlingerode
  - 1953, nur Werkverkehr: Bahnhof Oker Ost

## Geschichte

### Planung und Bau des Bahnhofs bis 1870
Der aufgrund der anspruchsvollen Topographie aufwändige Bau der Bahnstrecke Vienenburg–Goslar begann im Herbst 1863 am Steilen Ufer nordöstlich des Bahnhofs. Von Anfang an war das Ziel, die Bahnstrecke so nahe wie möglich an das Gelände der Frau-Marien-Hütte (später: Hüttenwerk Harz) zu bringen. Die Folge war, dass die Bahnstrecke in Oker mit einem engen Radius von 90 braunschweigischen Ruten (etwa 410 Meter) gebaut und an den Steilhängen des Okertals und dem Schleek (Tal der Abzucht) gebaut wurde.
Der Bahnhof Oker wurde zusammen mit der Bahnstrecke Vienenburg–Goslar am 22. März 1866 feierlich eingeweiht und eröffnet. Aufgrund des wenige Monate später ausbrechenden Deutschen Krieges musste der Passagierverkehr aber kurz darauf eingestellt werden; eine Zeit lang wurde der Bahnhof nur einmal am Tag durch einen Postzug bedient. Im Jahr 1869 wurde schließlich ein Anschlussgleis an die Frau-Marien-Hütte in Betrieb genommen.

### 20. Jahrhundert
Bis zu Beginn des 20. Jahrhunderts wies der Bahnhof Oker der Überlieferung nach nur einen geringen Ausbauzustand auf. Die angrenzende Industrie wies einen zunehmenden Bedarf an Schienengütertransporten auf, denen der Bahnhof Oker nicht mehr gerecht wurde. Im Jahr 1905 wurden in Folge die Gleisanlagen nach Süden auf erworbenem Gelände der Glasfabrik Elisenhütte Brauer (Sitz in Lippstadt) erweitert. Eine Holzrampe mitsamt weiterer für die Güterverladung notwendige Anlagen wurden in dieser Zeit eröffnet.
Mit der Eröffnung der Bahnstrecke Bad Harzburg–Oker wurden bis 1912 die Anlagen für den Personenverkehr erweitert. Es wurden zur höhenfreien Querung der Bahnstrecke Goslar–Vienenburg ein Bahnsteigtunnel und mindestens ein neuer Mittelbahnsteig angelegt. Der Bahnhof Oker wurde in seiner Funktion zum Trennungsbahnhof. 1,7 Kilometer weiter östlich im Streckenverlauf nach Bad Harzburg befand sich der Bahnhof Oker Ost (51° 55′ N, 10° 30′ O). Er diente zunächst als Anschluss der Zahnradbahn Metall- und Farbwerke Oker im Steinfeld, später als Betriebsbahnhof für Teile des Hüttenwerks Harz (Zinkhütte Harlingerode) und dem Kalksteinbruch Langenberg. Er lag auf der Feldmark der Ortschaft Harlingerode.
Der Bahnhof Oker war im März 1945 Endpunkt eines Todesmarschs aus dem KZ Mittelbau-Dora nahe Nordhausen. Hierbei wurden die Häftlinge in einem Gewaltmarsch rund einen Monat durch den Harz getrieben, bevor sie am 8. April 1945 das Bahnhofsgebäude erreichten. Unter anderem wurde der französische Schriftsteller André Mouton zu diesem Marsch gezwungen. Berichten zufolge wurden zwischen 50 und 100 Insassen auf dem Bahnhof erschossen. In Gedenken an Moutons Geiselhaft wurde in der Nachkriegszeit die Realschule Oker (heutige Adolf-Grimme-Gesamtschule) seinem Namen gewidmet. Zu Gedenken dieses Ereignisses wurde weiterhin am 23. April 2001 am Bahnhof eine Stele mitsamt gläserner Gedenktafel eingeweiht.
Zum Ende des Zweiten Weltkriegs wurde am 22. Februar 1945 ein Angriffsversuch auf den Bahnhof Oker durch einen kleineren Fliegerverband durchgeführt, der im Rahmen eines allgemeinen Angriffs auf Bahnhöfe im Nordharz stattfand. Die abgeworfenen Bomben verfehlten jedoch den Bahnhof.
Im Jahr 1951 begannen die Projektierungsarbeiten zur Grubenanschlussbahn Rammelsberg–Oker. Zweck dieser Anschlussbahn war unter anderem die Bedienung einer Erzaufbereitungsauflage auf dem Bollrich. Die Anschlussbahn wurde im Jahr 1952 fertiggestellt.
Ein tödlicher Unfall ereignete sich im Juni 1969 auf dem Bahnhofsgelände: Ein mit Kesselwagen gekuppelter Zug tötete zwei Gleisarbeiter aus Kreiensen, die aufgrund des Betriebslärms und fehlenden Warnpostens nicht auf den herannahenden Zug reagierten. Eine weitere Person wurde schwer verletzt.
Durch den Strukturwandel im Raum Goslar wurden die wirtschaftlichen Betriebe im Zusammenhang mit dem Rammelsberg schrittweise in großen Teilen stillgelegt. In diesem Rahmen wurde die Bedienung der Anschlussbahn zum Bollrich Mitte der 1980er-Jahre aufgegeben.

### 21. Jahrhundert

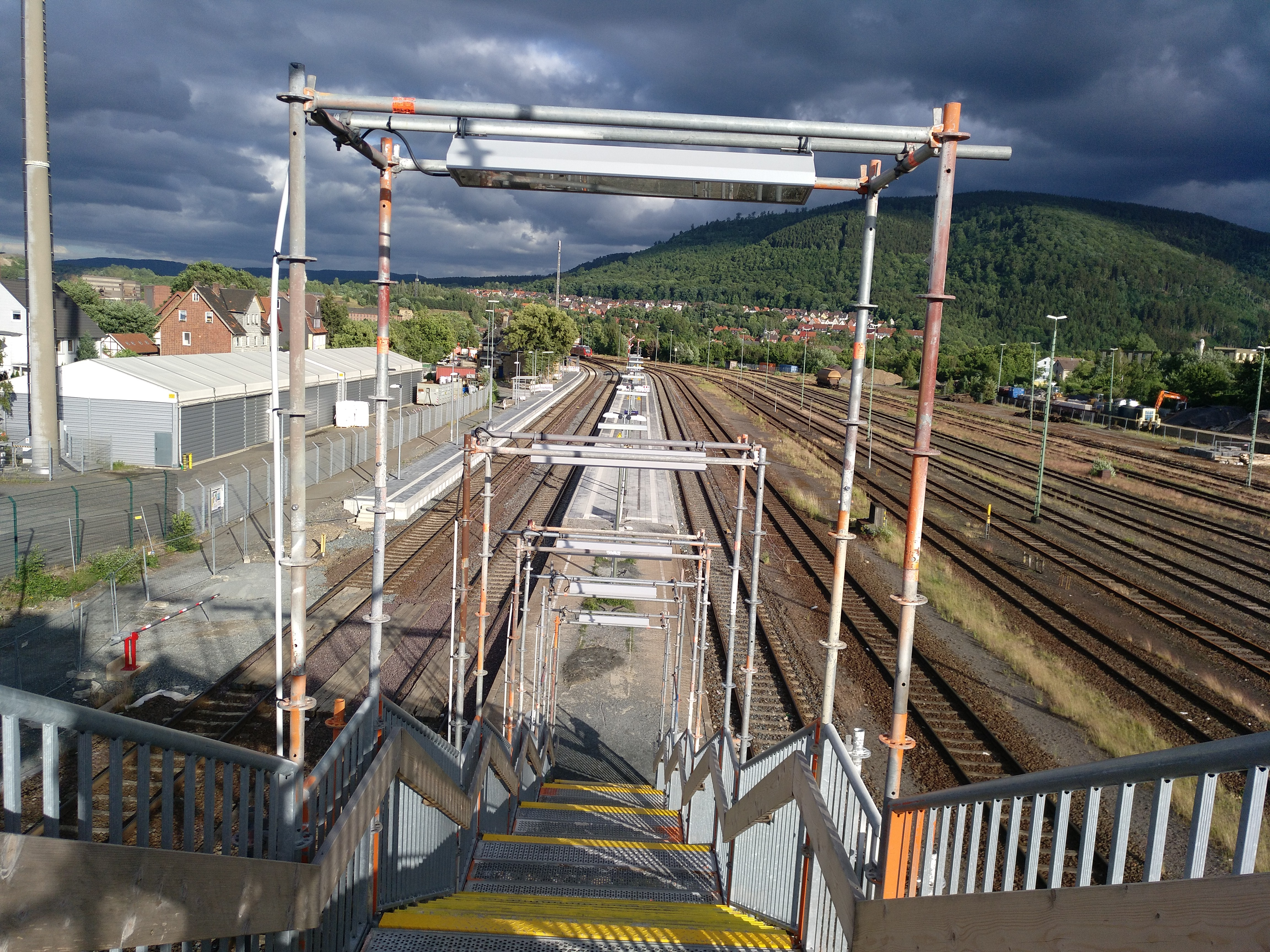
Behelfsbrücke während der Umbauarbeiten 2018

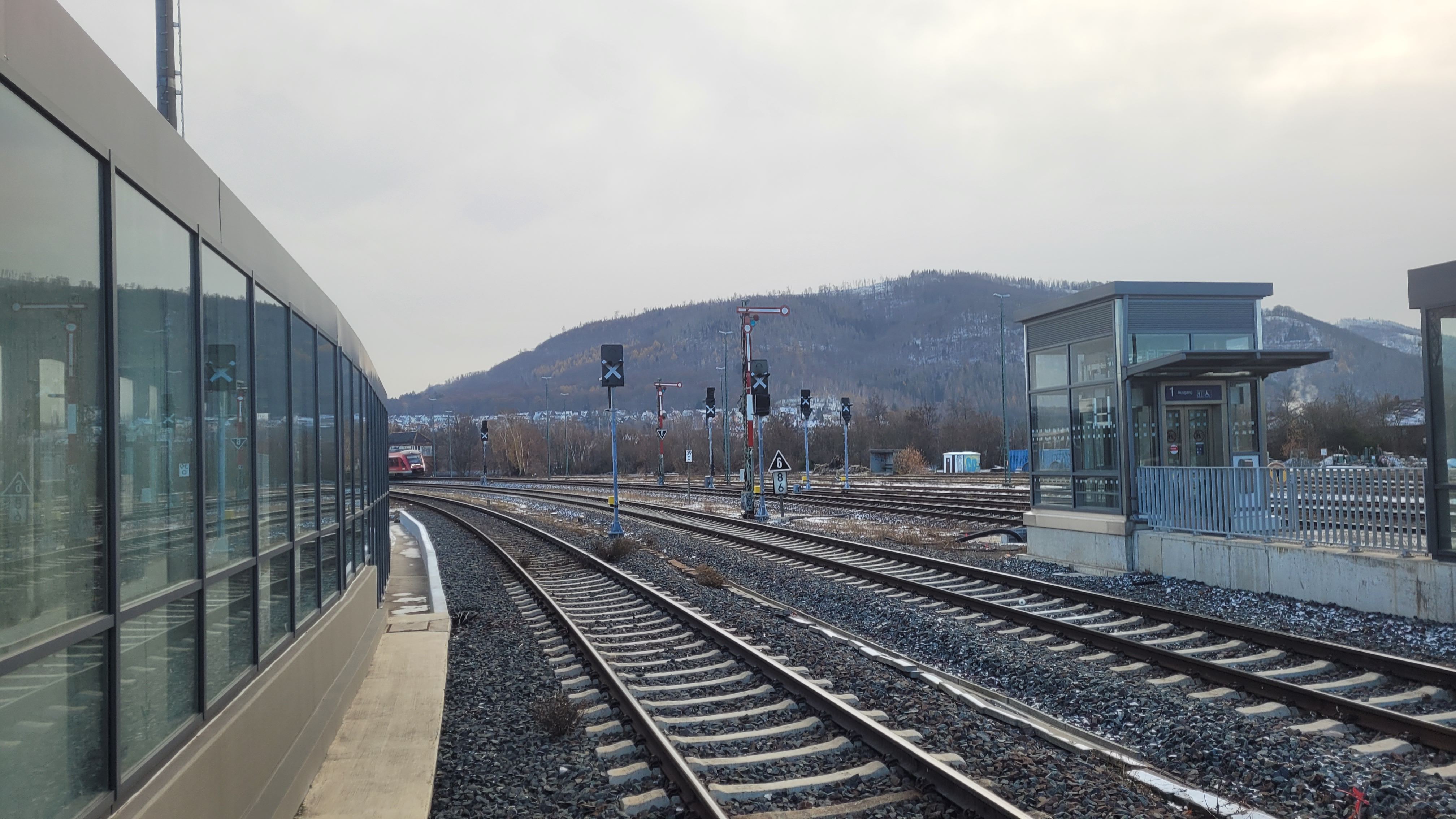
Nicht in Betrieb befindlicher Neubau der Ks-Signale, 2022

Im Jahr 2014 wurde der südliche Teil der Bushaltestelle Oker, Bahnhof barrierefrei saniert.

#### Sanierung der Passagierabfertigung 2017/18
Der Zweckverband Großraum Braunschweig (ZGB) unterzeichnete im Jahr 2014 die Vereinbarungen zum Umbau und zur Finanzierung der Passagieranlagen, die ursprünglich mit rund 3,1 Millionen beanschlagt war. Ein unerwarteter Anstieg in den berechneten Baukosten zwang den ZGB allerdings, das Projekt zu verschieben und in das von Bund und Land mitfinanzierte Förderungsprogramm Zukunfts-Investitions-Programm einzugliedern. Im April 2017 wurden die Kosten auf rund 4,5 Millionen Euro beanschlagt.
Mitte April 2017 begannen die Bauarbeiten. Bis Dezember 2018 wurde das Niveau des Haus- und des Mittelbahnsteigs auf ihrer Länge von 170 Metern von 38 auf 55 Zentimeter erhöht, um einen stufenlosen Umstieg zu ermöglichen. Der vor der Sanierung auffällige Grünstreifen in der Mitte des Bahnsteigs wurde ersatzlos entfernt. Die Unterführung wurde mit einem taktilen Leitsystem für sehbehinderte Personen ausgestattet und ein Fahrstuhl zum Mittelbahnsteig installiert. Weiterhin wurden die Beleuchtung erneuert, Informationsvitrinen eingerichtet und für beide Bahnsteige Wetterschutzhäuser aufgestellt.
Am 5. Dezember 2018 wurden die Umbauarbeiten abgeschlossen und der Bahnhof durch den niedersächsischen Verkehrsminister Bernd Althusmann der Öffentlichkeit übergeben. Insgesamt beliefen sich die Kosten nach Abschluss der Arbeiten auf 5,4 Millionen Euro.

#### Spurplanneuordnung
Im Rahmen der Bahnhofssanierung beantragte der Regionalbereich Nord der DB Netz am 17. März 2016 gegenüber dem Eisenbahnbundesamt den Rückbau mehrerer Weichen im Bahnhof Oker, die langfristig nicht genutzt wurden und für die nach Ansicht des Unternehmens keine wirtschaftliche Vermarktung möglich war, sodass sie einen ineffizienten Kostenfaktor darstellten. Mit dem Weichenrückbau konnte die Höchstgeschwindigkeit in Richtung Vienenburg/Bad Harzburg von 50 km/h auf 60 km/h erhöht werden.
Zusätzlich zurückgebaut wurde die Weichenverbindung 22/23, die eine Ausfädelung aus der Bahnstrecke Bad Harzburg–Oker östlich der Passagieranlagen ermöglichte. Da diese Verbindung für den Passagierverkehr jedoch betrieblich relevant werden könnte, wurde zwischen der DB Netz AG und dem Regionalverband Großraum Braunschweig gesondert vereinbart, dass diese Weichenverbindung im Falle einer Bedarfsmeldung binnen 30 Monaten wiederhergestellt wird.
Durch die neue Signalisierung konnte die Höchstgeschwindigkeit auf dem Gleis 3 im Jahr 2023 durchgehend auf 80 km/h erhöht werden. In Richtung Goslar besteht Gleiswechselbetrieb.

#### Ausbau des Bahnhofsvorplatzes 2021/22

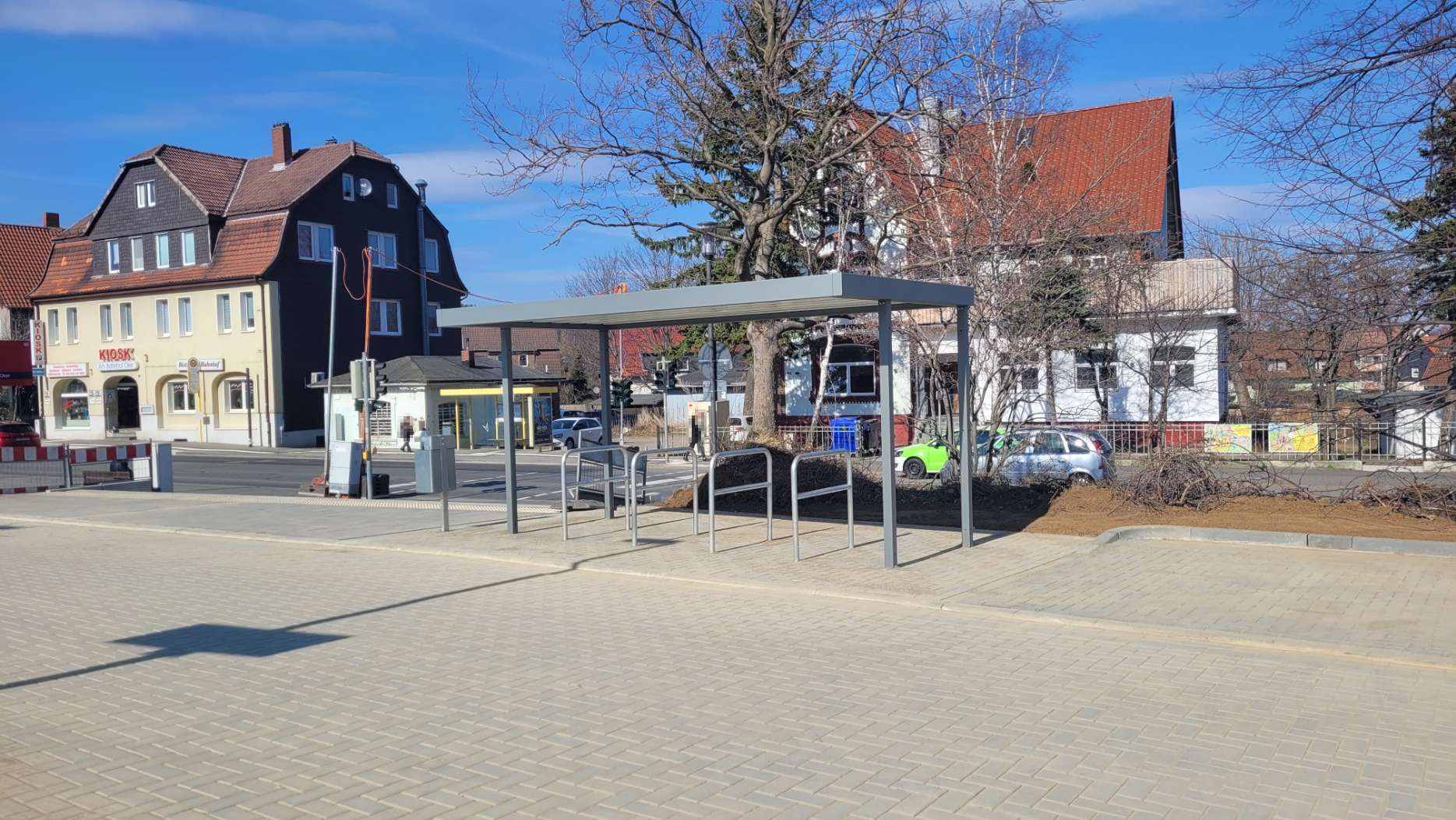
Ende Februar 2022 erbautes Fahrradhaus am Bahnhof Oker, März 2022.

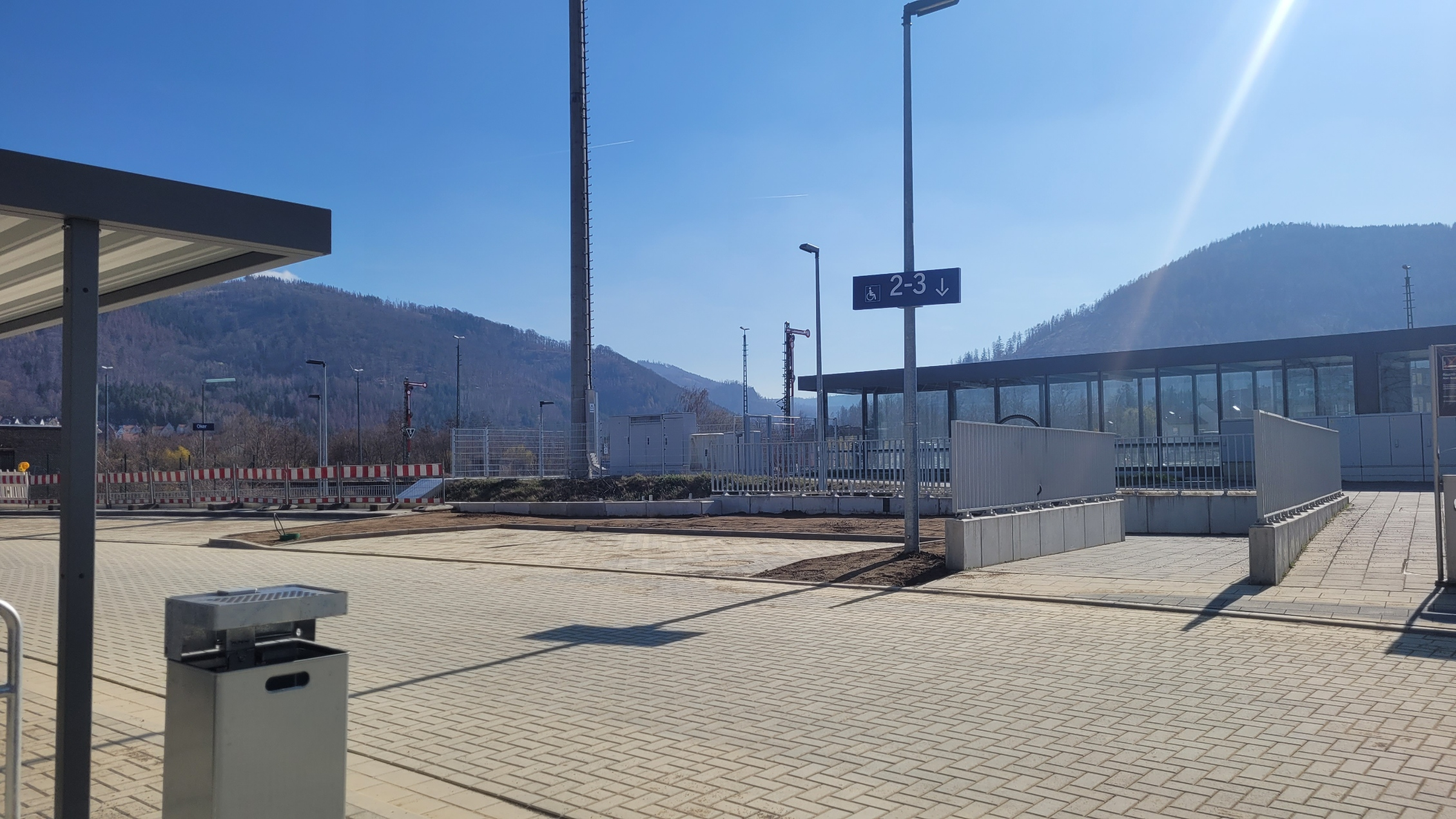
Vorplatz des Bahnhofs Oker nach der Sanierung (ohne Fahrradboxen), März 2022.

Der Goslarer Bauausschuss beschloss im Mai 2019 den Ausbau des Bahnhofsvorplatzes. Bedingung für den Baubeginn war die Sicherung von Fördermitteln für die Kosten.
Im Mai 2021 erhielt die Stadt Goslar vom Land Niedersachsen einen sechsstelligen Zuschuss, um in Zukunft Parkplätze vor dem historischen Empfangsgebäude zu schaffen und einen besseren Anschluss an den Busverkehr zu bieten.
Die Umsetzung der Bauarbeiten begann am 18. Oktober 2021. Die Bushaltestelle Oker, Bahnhof wurde barrierefrei ausgebaut und mit einem taktilen Bodenleitsystem und elektronischen Fahrgastinformationsanzeigern ausgestattet. Zum Jahreswechsel 2021/22 wurden neue PKW-Stellplätze eingerichtet. Die nördliche Fahrradabstellanlage wurde im Februar 2022 errichtet, die Pflasterung des Vorplatzes und der Bau der neuen Treppe wurden im März 2022 abgeschlossen. Am 12. April 2022 wurden auf dem Bahnhofsvorplatz acht verschließbare Fahrradboxen aufgestellt.

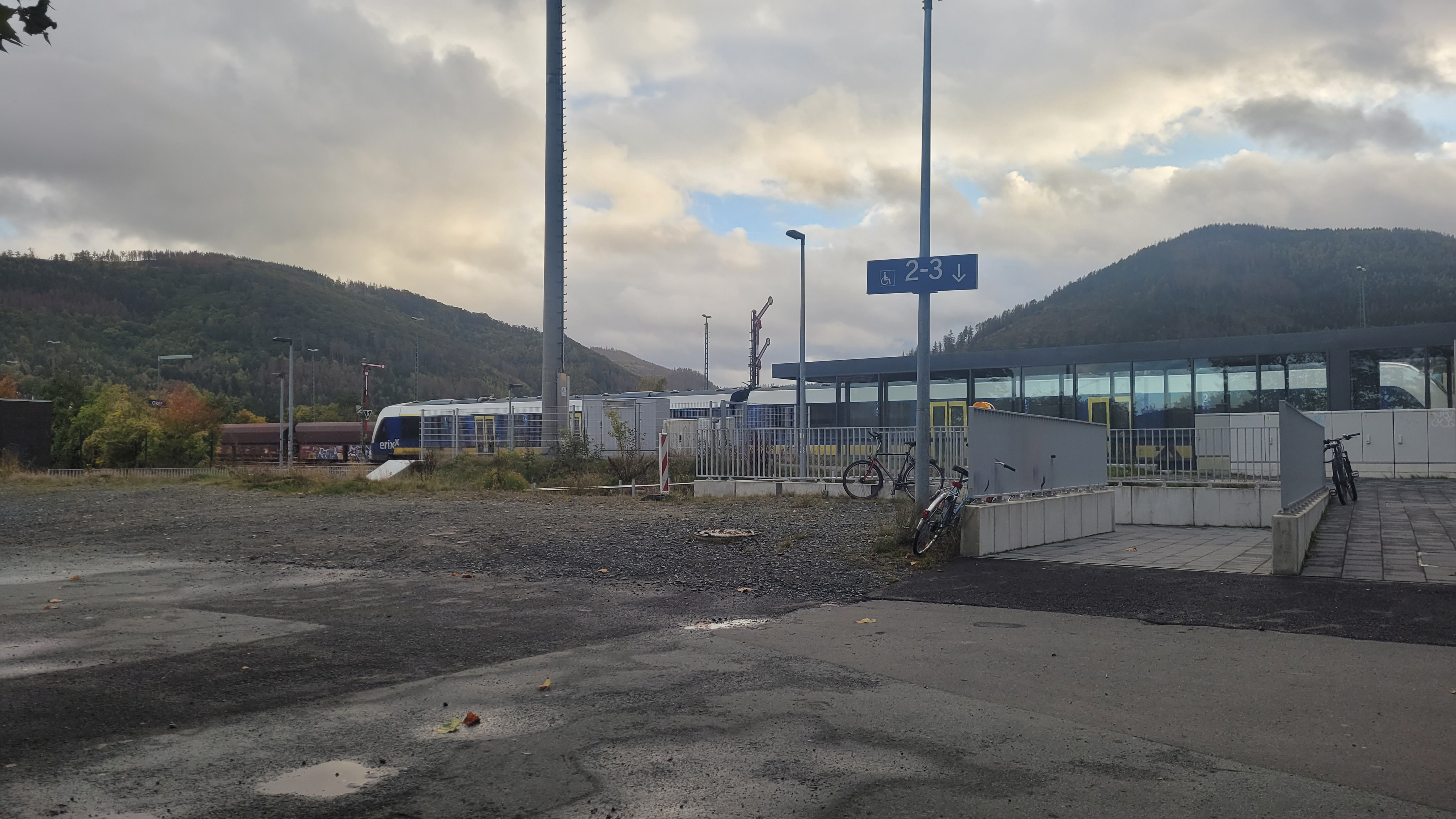
Bahnhofsvorplatz vor dem Umbau, Oktober 2021
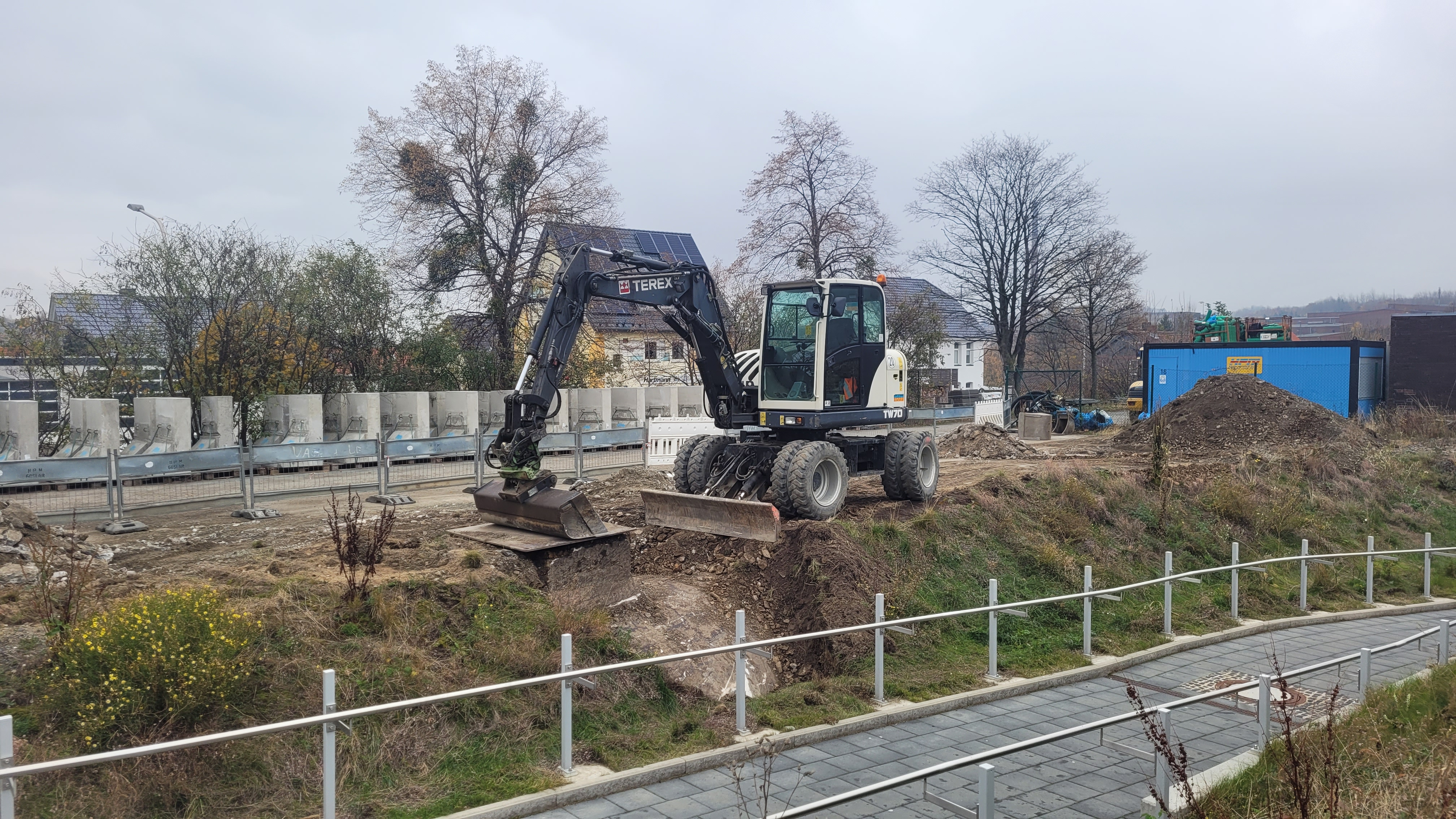
Bahnhofsvorplatz im frühen Umbau, November 2021
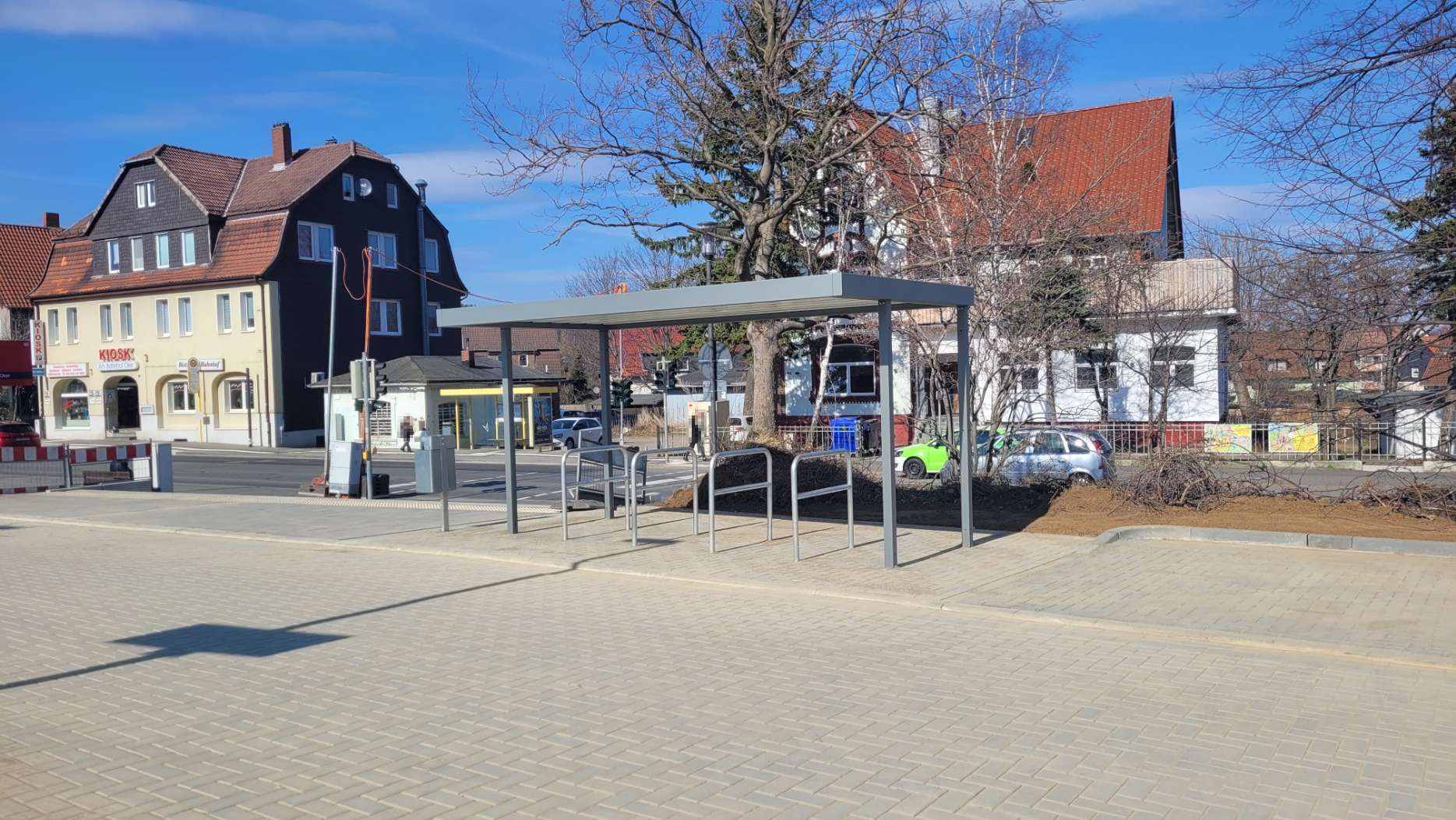
Neubau Fahrradabstellanlage, März 2022
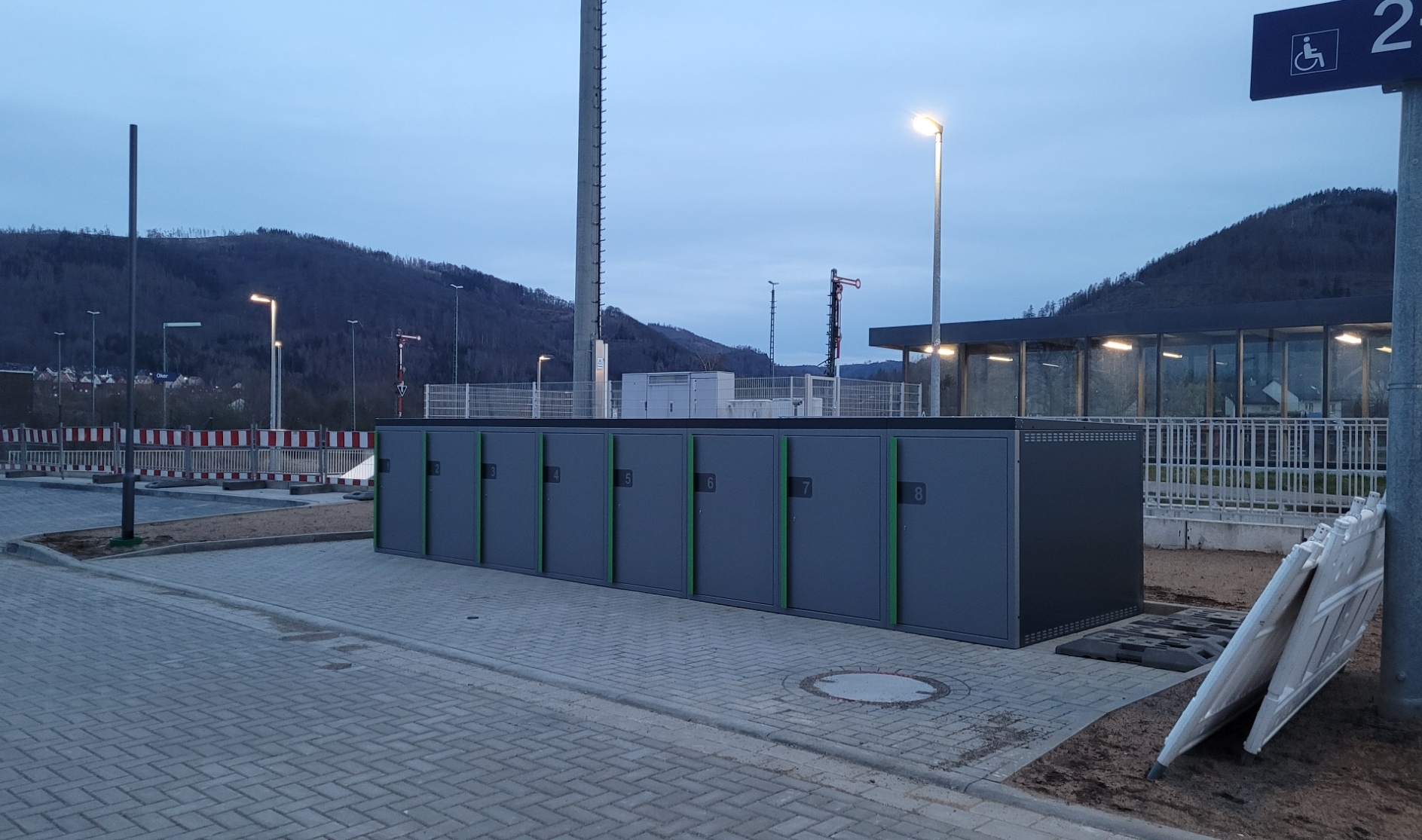
Verschließbare Fahrradboxen am Tag ihrer Aufstellung, April 2022

## Aufbau

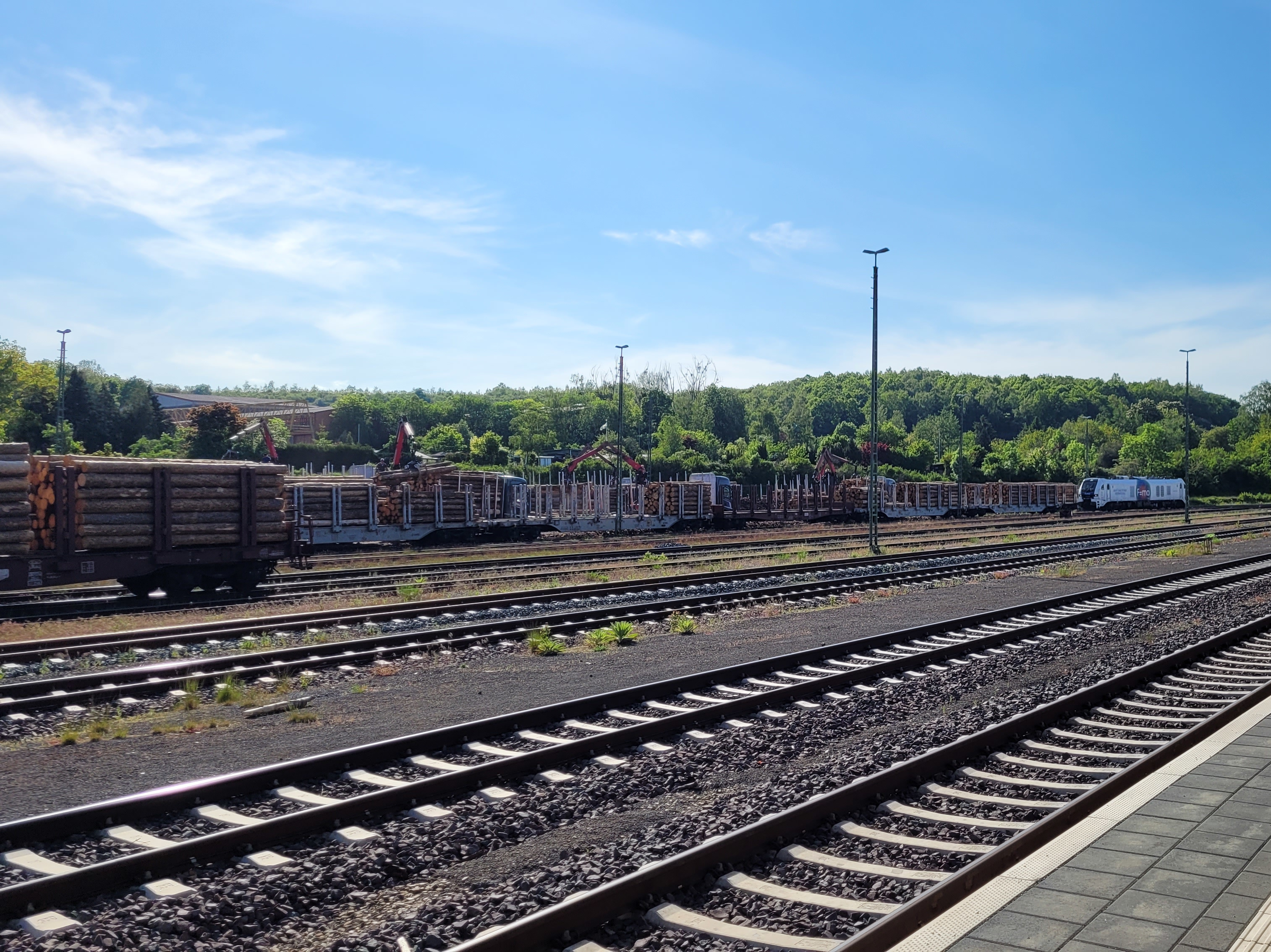
Holzverladung am Bahnhof Oker, 1. Juni 2021.

### Gleisanlagen
Der Bahnhof Oker verfügt (Stand: 2021) im Norden über drei Passagiergleise (Gleise 1–3) mit zwei Bahnsteigen (Gleis 1, Gleis 2+3) und sieben Ab- und Bereitstellungsgleise (Gleise 4–9, Gleis 24), von denen die Gleise 8–9 und das Gleis 24 als Stumpfgleis ausgelegt sind. Weiterhin existieren zwei Ladegleise (Gleis 13+15) am Südrand des Bahnhofs. Diese sind über eine Ladestraße erreichbar, die von der Straße Stadtstieg abzweigt. Die Ladegleise werden hauptsächlich von Güterzügen zur Rohholzverladung genutzt.
Im 20. Jahrhundert waren die Gleisanlagen nach Ausbauten um den Jahren 1905 und 1912 herum umfangreicher. Es existierten vier Passagiergleise (Gleise 1–4) mit drei Bahnsteigen (Gleis 1, 2–3, 3–4) und vier Ladegleise (Gleis 13–15 und das Gleis 23 am heute vom Gleis 95 genutzten einstigen Güterschuppen). Die heutigen Stumpfgleise 8–9 waren mit Weichen in Richtung Osten verbunden und die Grubenanschlussbahn Rammelsberg–Oker war in Betrieb.

### Stellwerke
Der Bahnhof Oker wird seit 2023 durch das DSTW Göttingen als Teil des Harz-Weser-Netzes fernüberwacht und ist mit Ks-Signalen ausgerüstet.
Bis 2023 wurde der Bahnhof durch zwei mechanische Stellwerke mit Formsignalen bedient. Das Stellwerk Oof befindet sich direkt östlich der B-498-Unterführung und das Stellwerk Ow westlich der Bahnsteige. Beide sind von der Bauart Einheit und wurden 1927 in Betrieb genommen. Das Stellwerk Ow steht als Bahnhof Oker, Westausfahrt und das Stellwerk Oof als Bahnhof Oker, Ostausfahrt unter Denkmalschutz.
Es existierte ein drittes Stellwerk mit dem Kürzel Okf. Dieses war Bauart Jüdel und funktionierte als Befehlsstelle. Es ist heute stillgelegt.

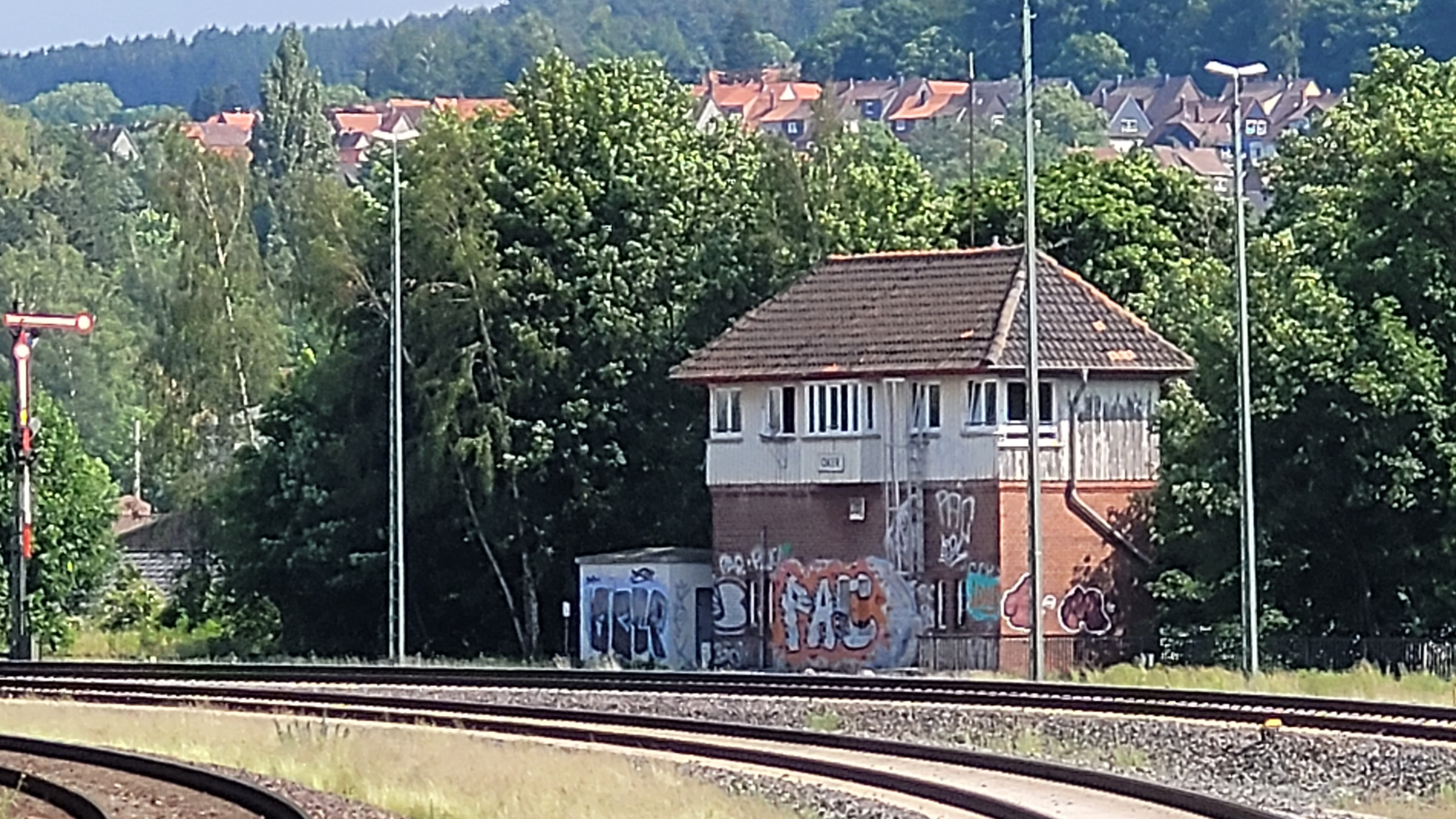
Mechanisches Stellwerk Oof, 2021
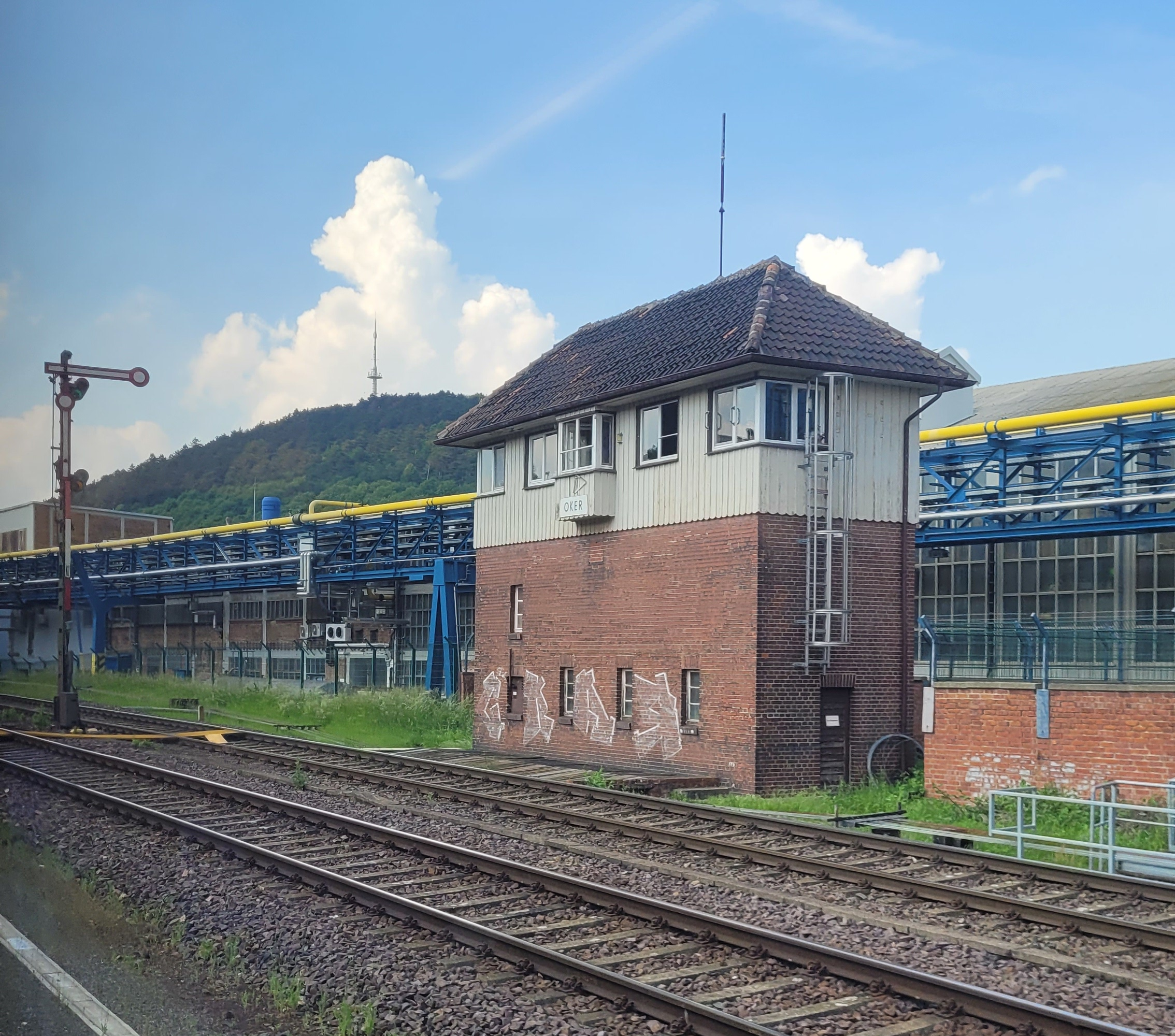
Mechanisches Stellwerk Ow, 2021

### Empfangsgebäude
Das aus dem 19. Jahrhundert stammende Empfangsgebäude steht unter Denkmalschutz. Bis in die 1990er-Jahre befand es sich im Besitz der Deutschen Bundesbahn, die betriebliche Nutzung beschränkte sich am Ende auf die Nutzung eines Raumes für die Güterabfertigung Oker. Die Stadt Goslar kaufte das Bahngebäude und richtete hier den Jugendtreff Gleis 95 ein. Dieser wurde bis mindestens Mitte der 2000er-Jahre betrieben und anschließend in die Adolf-Grimme-Gesamtschule verlegt. Das umgenutzte Empfangsgebäude wurde privat verkauft.

## Regionalverkehr

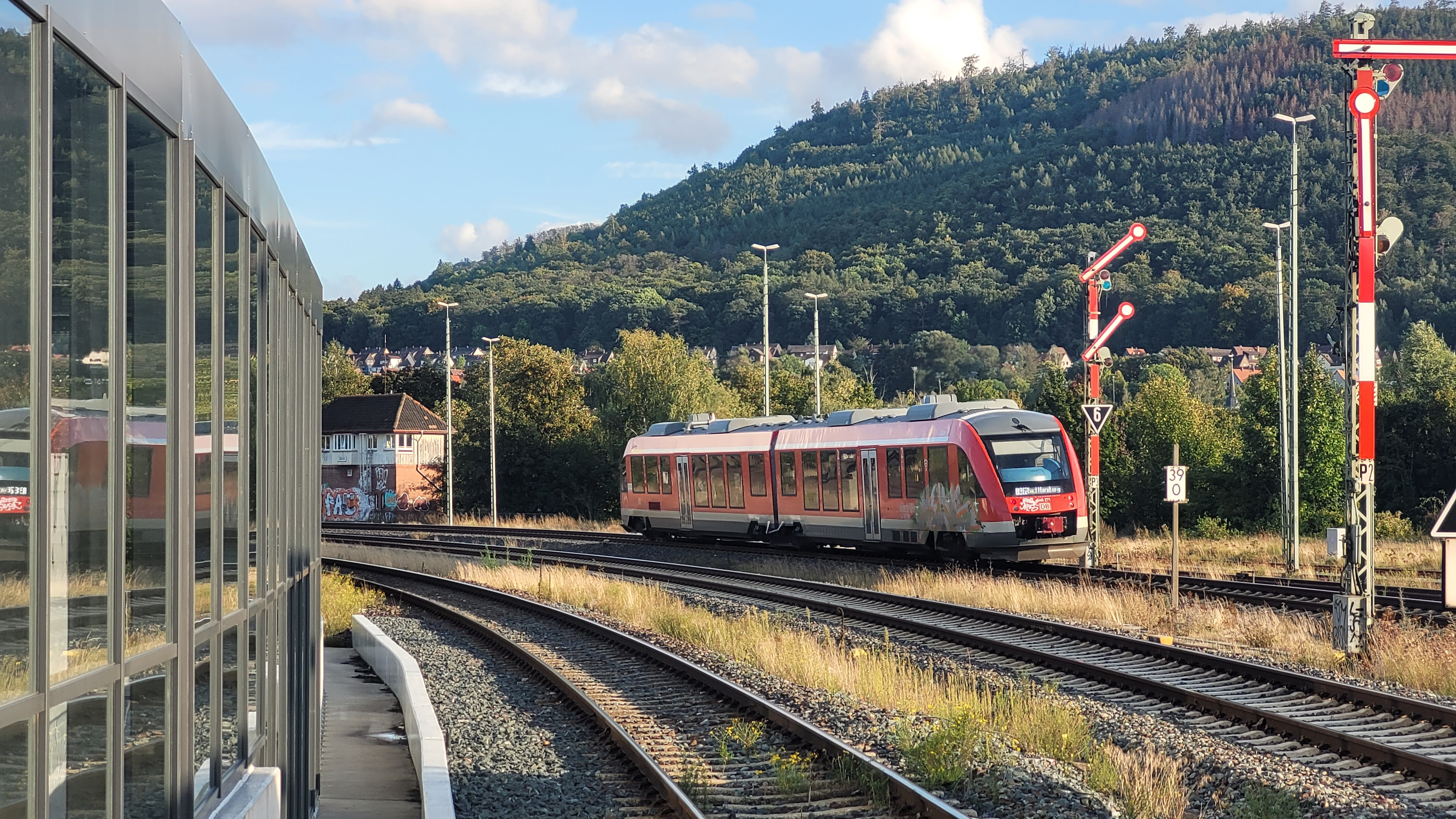
RB 82 Richtung Bad Harzburg auf Gleis 3, September 2021

Aktuell wird der Bahnhof durch die Regionalbahnlinien RB 43 Goslar–Braunschweig und RB 82 Kreiensen–Bad Harzburg bedient. Es gab ein Anschlussgleis zu einer ehemaligen Erzaufbereitungsanlage. Vorhanden sind noch ein Anschluss im Osten zur Industriepark und Verwertungszentrum Harz (ehemals Harz-Metall) und im Westen zum Metallurgiepark Oker.
Die Bushaltestelle Oker, Bahnhof stellt Stadt- und Regionalbusanschlüsse in weitere Goslarer Stadtteile und in Richtung Bad Harzburg, Altenau.
| Linie                    | Strecke                                                                                 | Taktfrequenz    | EVU           |
| ------------------------ | --------------------------------------------------------------------------------------- | --------------- | ------------- |
| RB 43                    | Braunschweig Hbf – Wolfenbüttel – Börßum – Schladen (Harz) – Vienenburg – Oker – Goslar | Stundentakt     | erixx         |
| RB 82                    | Göttingen – Northeim – Kreiensen – Seesen – Langelsheim – Goslar – Oker – Bad Harzburg  | Zweistundentakt | DB Regio Nord |
| RB 82                    | Kreiensen – Seesen – Langelsheim – Goslar – Oker – Bad Harzburg                         | Zweistundentakt | DB Regio Nord |
| Stand: 11. Dezember 2022 |                                                                                         |                 |               |

## Trivia
- Seit dem November 2018 wird der Jugendtreff Gleis95 im ehemaligen Güterschuppen am Gleis 23 betrieben.
- Im Mai 2019 übernahm das Netzwerk Mensch eine Patenschaft über den Bahnhof Oker. Es handelt sich hierbei um ein Netzwerk von Ehrenamtlichen.[27]